# Robson Ferreira
Robson Ferreira da Silva (Mendes, 26 de dezembro de 1979) é um ciclista brasileiro. Robson Ferreira é um dos melhores atletas brasileiros na modalidade Cross Country. Atualmente corre na equipe Amazonas Bike.

## Carreira
Nascido interior do Rio de Janeiro, na cidade de Mendes, no ano de 1979 Robson é atleta de Mountain Bike desde 1994 onde competiu e venceu pela primeira vez, aos 14 anos de idade, em Vassouras (Cidade vizinha) e assim começou sua trajetória como atleta profissional.Logo em seguida, tomou espaço no mundo do Mountain Bike XCO & XCM e ficou conhecido pela resistência, e por ser o melhor atleta brasileiro na modalidade Cross Country maratona, provas de longa distância. Há mais de 17 anos, Robson Ferreira da Silva representa o Estado do Rio no Mountain Bike em diversas competições no Brasil e no exterior, competindo principalmente na modalidade XCO (Cross Country Olímpico),  XCM (Maratona) e contribuindo fortemente para o crescimento do esporte no País. Em 2007 Robson foi indicado Prêmio Brasil Olímpico na modalidade Ciclismo Mountain Bike junto com o vencedor Rubens Donizete Valeriano.

## Títulos
- Campeão brasileiro de maratona: 2008, 2009 e 2011
- Campeão Iron Biker: 2008, 2009 e 2011
- Campeão Big Biker: 2007
- Campeão Copa Internacional: 2000
- Campeão Inox Bike: 2007
- Campeão Copa Ouro de Mountain Bike: 2011